# Absidia heterospora
Absidia heterospora är en svampart som beskrevs av Y. Ling 1930. Absidia heterospora ingår i släktet Absidia och familjen Mucoraceae.   Inga underarter finns listade i Catalogue of Life.